# Hòa Lạc (phường)
Hòa Lạc là một phường thuộc thành phố Móng Cái, tỉnh Quảng Ninh, Việt Nam.
Phường Hòa Lạc có diện tích 0,72 km², dân số năm 1999 là 4368 người, mật độ dân số đạt 6067 người/km².